# Bulbophyllum machupicchuense
Bulbophyllum machupicchuense är en orkidéart som beskrevs av David Edward Bennett och Eric Alston Christenson. Bulbophyllum machupicchuense ingår i släktet Bulbophyllum och familjen orkidéer.
Artens utbredningsområde är Peru. Inga underarter finns listade i Catalogue of Life.